# Janspoort (Arnhem)

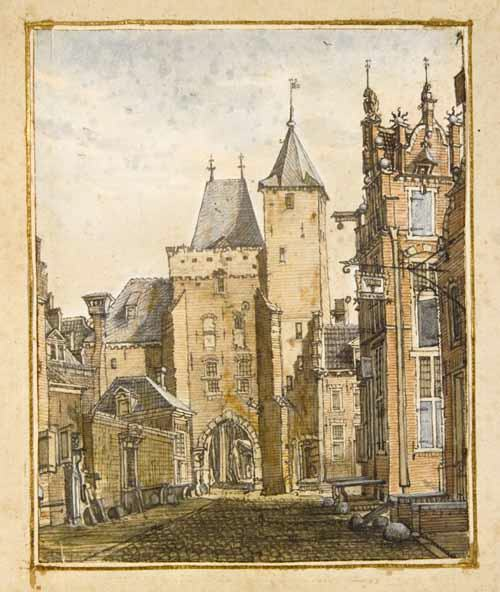
De Janspoort geschilderd in 1742 door Jan de Beijer.

De Janspoort was een stadspoort van de Nederlandse stad Arnhem. De poort was de toegang van de stad vanaf de noordelijke zijde en stond in het verlengde van de huidige Jansstraat. De eerste poort op deze locatie is in de 14e eeuw gebouwd. De Janspoort die de langste tijd heeft bestaan is in 1537 gebouwd in opdracht van Karel van Gelre.
De poort was een bakstenen gebouw met daarnaast een smalle puntige toren. Het bovenste gedeelte van deze toren is een periode gebruikt als gevangenis. Voor de Janspoort lag een soort van rondeel waar geschut op geplaatst kon worden voor de verdediging van de stad. Daar omheen was de stadsgracht gelegen die ter hoogte van de Janspoort was overspannen door een houten ophaalbrug.
De Janspoort is in de 19e eeuw afgebroken. Dit kon mede doordat Arnhem door de Nederlandse overheid niet was aangewezen als vestingstad. Hierdoor hoefde de stad niet te wachten totdat de vestingwet in 1874 werd vastgesteld, zodatde stad haar vestingwerken kon afbreken en stadsuitbreidingen bouwen.